# Écozone néotropicale : plantes à graines par nom scientifique (U)

## Ue

### Ueb
- Uebelmannia - un genre de la famille des Cactacées (Cactus)
  - Uebelmannia buiningii
  - Uebelmannia gummifera
  - Uebelmannia pectinifera